# Lijst van spelers van Excelsior Rotterdam (mannen)
Dit is een lijst van voetballers die minimaal één officiële wedstrijd hebben gespeeld in het eerste elftal van de Nederlandse betaaldvoetbalclub Excelsior.

## A
- Abdallah Aberkane
- Luuk Admiraal
- Marouane Afaker
- Nikolas Agrafiotis
- Roland Alberg
- Norbert Alblas
- Adnan Alisic
- Mohammed Allach
- Patrick Allotey
- José de Almeida Reis
- Jeffrey Altheer
- Carlo l'Ami
- Mikael Anderson
- Arghus
- Wouter Artz
- Adil Auassar
- Maxime Awoudja
- Yassin Ayoub
- Marouan Azarkan

## B
- Julian Baas
- Cedric Badjeck
- Bekri Bajraktaraj
- Aad Bak
- Winston Bakboord
- Aad Bakker
- Wijnand Bakker
- John Balentien
- Benjamin Baltes
- Sigourney Bandjar
- Hans Bassant
- Michel Bastos
- Dick Beek
- Mario Been
- János Beke
- Mathijs Benard
- Mimeirhel Benita
- Vicente Besuijen
- Jaap van den Berg
- Peter van den Berg
- Ron van den Berg
- Roland Bergkamp
- Jerolldino Bergraaf
- Guillermo van Berkum
- Marley Berkvens
- Michel Beukers
- Brayton Biekman
- Ad Bijl
- Ton Blanker
- Daan Blij
- Eddy Blok
- Xander Blomme
- George Boateng
- Piet den Boer
- Jeroen Boere
- Remco Boere
- Winston Bogarde
- Rob de Boom
- Zach Booth
- Jordan Botaka
- Hugo Botermans
- Marcel Boudesteyn
- Dries Boussatta
- Saïd Boutahar
- Karel Bouwens
- Daan Bovenberg
- Robert Braber
- Virgil Breetveld
- Ton van Bremen
- Michel Breuer
- Elso Brito
- Joost Broerse
- Wim Bron
- Ilias Bronkhorst
- Luigi Bruins
- Peter Brunings
- Marvin Brunswijk
- Wim Bubberman
- Thomas Buffel
- Danny Buijs
- Steef Buijs
- Roel Buikema
- Edwin van Buren
- Leo van Buren
- Mick van Buren
- Wouter Burger
- Henk Burggraaf
- Edward Burleson
- Lorenzo Burnet
- Jaimy Buter
- Aad den Butter
- Gerrit den Butter

## C
- Jinty Caenepeel
- Ellery Cairo
- Carlos Alberto
- Michael Chacón
- Jordy Clasie
- Raymond Clumper
- Jan Counen
- Rinus Commijs
- David Connolly
- Sjoerd Conrad
- Gino Coutinho
- Jeppe Curth

## D
- Joop van Daele
- Thijs Dallinga
- Alessandro Damen
- Arie Damsma
- Jordy Deckers
- Jordy van Deelen
- Ton Dekker
- Dave van Delft
- Aykut Demir
- Fred Derwort
- René van Dieren
- Kevin van Diermen
- John van Diggele
- Arjan van Dijk
- Marinus Dijkhuizen
- Rheda Djellal
- Danilho Doekhi
- Lloyd Doesburg
- Arie Don
- Jacky Donkor
- Mels van Driel
- Couhaib Driouech
- Henrico Drost
- Lance Duijvestijn
- Mike van Duinen
- Modeste Duku
- Patrick Dumee
- Noa Dundas

## E
- Kyle Ebecilio
- René van Eck
- Dennis Eckert
- Rob Eckhardt
- Marcus Edwards
- Tim Eekman
- Joshua Eijgenraam
- Youssef El Akchaoui
- Zakaria El Azzouzi
- Mounir El Hamdaoui
- Redouan El Hankouri
- Samir El Moussaoui
- Redouan El Yaakoubi
- Stanley Elbers
- Ruud van de Ende
- Kermit Erasmus
- Dick Ernst
- Raphaël Eyongo

## F
- Wout Faes
- Hicham Faik
- Mohammed Faouzi
- Ali Fattouchi
- Adrian Fein
- Carlito Fermina
- Guyon Fernandez
- John Feskens
- Bart Fiegel
- Andréa Fileccia
- Seydou Fini
- Sander Fischer
- Kian Fitz-Jim
- Maarten de Fockert
- Jeffry Fortes
- Jan Frederiksen
- Fredy
- Raymond Frehé

## G
- Levi Garcia
- Stijn van Gassel
- Bo Geens
- Bram Geilman
- Jan Giesselbach
- Paul Giles
- Gláucio
- Harrie Gommans
- Henk van Goozen
- Delano Gouda
- Kenzo Goudmijn
- Ninos Gouriye
- Edwin de Graaf
- Ronald Graafland
- Maarten Grobbe
- Nesto Groen
- Rory de Groot
- Guillano Grot
- Wouter Gudde
- Daniel Guijo-Velasco
- Michel van Guldener
- Christian Gyan

## H
- Ferry de Haan
- Anouar Hadouir
- Lex van Haeften
- Hanne Hagary
- Warner Hahn
- Labinot Harbuzi
- Lennard Hartjes
- Doğucan Haspolat
- Nigel Hasselbaink
- Cedric Hatenboer
- Remco Heerkens
- Niek den Heeten
- Frans van der Heide
- Beb van der Heijden
- Nol Heijerman
- Hélder Costa
- Michiel Hemmen
- Stan Henderikx
- Damien Hertog
- André van de Heuvel
- Robin Hofman
- Brett Holman
- Edwin van Holten
- Siebe Horemans
- Peter Houtman
- Frans van Houwelingen
- Alec Hrnic
- Mats van Huijgevoort
- Cameron Humphreys
- Lars Hutten

## I
- Shabir Isoufi
- Rinus Israël

## J
- Rob Jacobs
- Nico Jalink
- Rangelo Janga
- Michał Janota
- Bob Janse
- Kevin Jansen
- Rudy Jansen
- Shalimar Jones

## K
- Volkan Kahraman
- Moussa Kalisse
- Salomon Kalou
- Khalid Karami
- Karl Heimir Karlsson
- Matthé van Kelle
- Reda Kharchouch
- Wim Kievit
- Kim Nam-il
- Kevin van Kippersluis
- Jan Kleingeld
- Santi Kolk
- Gerry Koning
- Ton Kooiman
- Ryan Koolwijk
- Peer Koopmeiners
- Tjeerd Korf
- Gerrit Kort
- Arie Kortlever
- André Kosten
- Leo Koswal
- Hans Kraay jr.
- Raymond Kraaybeek
- Ögmundur Kristinsson
- Michel Kruijer
- Michael van der Kruis
- Rick Kruys
- Pascal Kuiper
- Bas Kuipers
- Filip Kurto
- Brandley Kuwas
- Thijs Kwakkernaat

## L
- Heimen Lagerwaard
- Nayib Lagouireh
- Lazaros Lamprou
- Ruud Langenberg
- Bart Latuheru
- Aad Leenheer
- Melvin Leerdam
- Carlo de Leeuw
- Kees de Leeuw
- Thijs Libregts
- Dominggus Lim-Duan
- Seb Loeffen
- Walter Londema
- Winand van Loon
- Glenn Loovens
- Cecilio Lopes
- Santinho Lopes Monteiro
- Piet Luck
- Kees Luijckx
- Richard Luiten

## M
- Henri Maas
- Robert Maaskant
- Darren Maatsen
- Vojtěch Machek
- Arjan Magielse
- Denis Mahmudov
- Marko Maletić
- Paul Malherbe
- Zbigniew Małkowski
- Junior de Man
- Elvis Manu
- Sylvio Mansveld
- Bram Marbus
- Nathan Markelo
- Nolan Martens
- Shelton Martis
- Milan Massop
- Jurgen Mattheij
- Hervé Matthys
- Billy Maximiano
- Robin van der Meer
- Sam De Meester
- Björn Meeuwsse
- Frans Meijer
- Gerard Meijer
- Stijn Meijer
- Ahmad Mendes Moreira
- Nahom Mengistu
- Jan Merrelaar
- Ali Messaoud
- Dennis van der Meulen
- Wim Meutstege
- Stijn Middendorp
- Daryl van Mieghem
- Chris Moekerken
- Oscar Moens
- Siem de Moes
- Kamohelo Mokotjo
- Aad de Mos
- Karim Mossaoui
- Patrick Mtiliga
- Freek Mühlenbruch
- Dustley Mulder
- Erwin Mulder
- Joop Munne
- Cees van de Munnik
- Tom Muyters
- Nathangelo Markelo

## N
- Noah Naujoks
- Kymani Nedd
- Miquel Nelom
- Hans-Jörgen Nicolaï
- Yoëll van Nieff
- Reuven Niemeijer
- Norichio Nieveld
- Dick van Nierop
- Jörg van Nieuwenhuijzen
- Sven Nieuwpoort
- Jos van Nieuwstadt
- Pascal de Nijs
- Makkie Nijssen
- Wim Noordzij
- Ronnie Nouwen
- Erwin Nuytinck
- Marc Nygaard

## O
- Shane O'Neill
- Takafumi Ogura
- Steve Olfers
- Elías Már Ómarsson
- Richie Omorowa
- Terell Ondaan
- Chima Onyeike
- Edwin van Ooijen
- Jan Willem Ooms
- Jason Oost
- Jordan Opoku
- Brandon Ormonde-Ottewill
- Paul Osenga
- Mark Otten
- Thomas Oude Kotte
- Geert den Ouden
- Rob Ouwehand
- Tom Overtoom
- Leeroy Owusu

## P
- Cees Paauwe
- Jaromír Paciorek
- Ton van der Padt
- Danilo Pantić
- Sebastián Pardo
- Troy Parrott
- Fernando Pascale
- Jordão Pattinama
- Ton Pattinama
- Desevio Payne
- Luís Pedro
- Nico Pellatz
- Ard van Peppen
- Kik Pierie
- Peter Pijpers
- Brian Pinas
- Mitchell Piqué
- Arjan van der Plas
- Rini Plasmans
- Sjaak Polak
- Dennis van der Pol
- Dick van den Polder
- Prince Polley
- Cor Pot
- Ton Pronk

## R
- Calvin Raatsie
- Roger Raeven
- Kaj Ramsteijn
- Maurice Rayer
- Iwan Redan
- Errol Refos
- Aad Reijgersberg
- Maikel Renfurm
- Carlo de Reuver
- Jerson Ribeiro
- Eddy Ridderhof
- Daniël Rijaard
- Levi Risamasu
- Eddy van der Roer
- Sjaak Roggeveen
- Eldridge Rojer
- Hennie de Romijn
- Mitchell van Rooijen
- Geert Arend Roorda
- Ed Roos
- Ron Roos
- John Roox
- Erwin Roquas
- Rayvien Rosario
- Gertjan Rothman
- Ron de Ruijter
- Wesley de Ruiter
- Graeme Rutjes

## S
- Derensili Sanches Fernandes
- Cisse Sandra
- Cees Schapendonk
- Samuel Scheimann
- Bart Schenkeveld
- Mitchell Schet
- Frenk Schinkels
- Henk Schouten
- John Schuurhuizen
- Jelani Seedorf
- Juanito Sequeira
- Serano Seymor
- Dylan Seys
- András Simon
- Jimmy Simons
- Jarda Šimr
- Sondre Skogen
- Andwelé Slory
- Ian Smeulers
- Daan Smith
- Mike Snoei
- Michiel Sol
- Somália
- Nick Soolsma
- Jan Sørensen
- Cees Spaans
- John van der Spek
- Ben Spork
- Civard Sprockel
- André Stafleu
- Koen Stam
- Jeff Stans
- Jan van Steenbergen
- Leen van Steensel
- Matthew Steenvoorden
- Miroslav Stefanović
- Sebastiaan Steur
- Sonny Stevens
- Rini van der Stoep
- Richard Stolte
- Sjaak Storm
- Jan Stroomberg
- Frans Struis
- Raphael Supusepa
- Árni Sveinsson
- Leen Swanenburg
- Gill Swerts
- Leen Spittel

## T
- Bertram Tabbernee
- Erik Tammer
- Gaston Taument
- Gilbert Taument
- Aad Teijl
- Michael Termijn
- Wim Tetteroo
- Mathijs Tielemans
- Wim Tijl
- Wim van Til
- Nathan Tjoe-A-On
- Theo van Toledo
- Matthijs van Toorn
- Carlo van Tour
- Alpha Turay

## U
- Oscar Uddenäs
- Jeremy Udenhout
- Leonard van Utrecht

## V
- Reinier van der Vaart
- Dennis Valentijn
- Arsenio Valpoort
- Toni Varela
- Cor Varkevisser
- Rogier Veenstra
- Rob van der Veer
- George Velberg
- Lars Veldwijk
- Thomas Verhaar
- Arie Vermeer
- Kevin Vermeulen
- René Vermunt
- Henny Verschoor
- Jan Viergever
- Tim Vincken
- Kevin Vink
- Klaas Vink
- Nikita Vlasenko
- Simon van Vliet
- Rai Vloet
- Bart Vonk
- Niels Vorthoren
- Johan Voskamp
- Mitchell te Vrede
- Martijn de Vries
- Jan van Vugt
- Brent Vugts

## W
- Raymond de Waard
- Tobias Waisapy
- Django Warmerdam
- André Wasiman
- Steve Wasiman
- Koos Waslander
- Kevin Wattamaleo
- Michel van Wattum
- Warry van Wattum
- Tom van Weert
- Ton Wickel
- Casper Widell
- Mats Wieffer
- Jordy de Wijs
- Eric Wolf
- Lucas Woudenberg
- Johan Wouters

## X
- Demis Xanthopoulos

## Z
- Arthur Zagré
- Valentijn Zandbergen
- Mark van Zanten
- Rini van Zanten
- Marvin Zeegelaar
- Mark Zegers
- Sieme Zijm
- Gijs Zwaan
- Theo Zwarthoed
- Joël Zwarts
- Raymond Zwildens